# 亚历山大·阿鲁秋年
亚历山大·格里戈里耶维奇·阿鲁秋年（1920年9月23日—2012年3月28日），蘇聯和亞美尼亞作曲家。早年在埃里温学习，1948年获得苏联国家奖金，并获得哈恰图良的青睐。他一直和苏联当局保持合作关系，并创作一些具有亚美尼亚民族风格的音乐。阿鲁秋年擅长写作管乐作品，他的小号协奏曲非常著名。

## 個人生活
1950年阿鲁秋年和伊琳娜（塔瑪若）·歐德諾娃。育有一個女兒娜莉內（1951年生），為一名鋼琴家及律師；還有一名兒子蘇倫（1953年生），為一名藝術設計師。阿鲁秋年有三個孫女，一個孫子。
阿魯秋年在91歲死在他的家鄉葉里溫。